# Doenjang
Le doenjang, toenjang, doenzang ou toenzang (된장)  (prononciation coréenne : (/tøndʑaŋ/) (référence dans le système harmonisé (SH) de l'Organisation mondiale des douanes : 2103.90.1010), est une pâte de soja fermentée traditionnelle de la cuisine coréenne. Le nom de cet aliment fermenté signifie littéralement « pâte épaisse » en coréen.

## Production

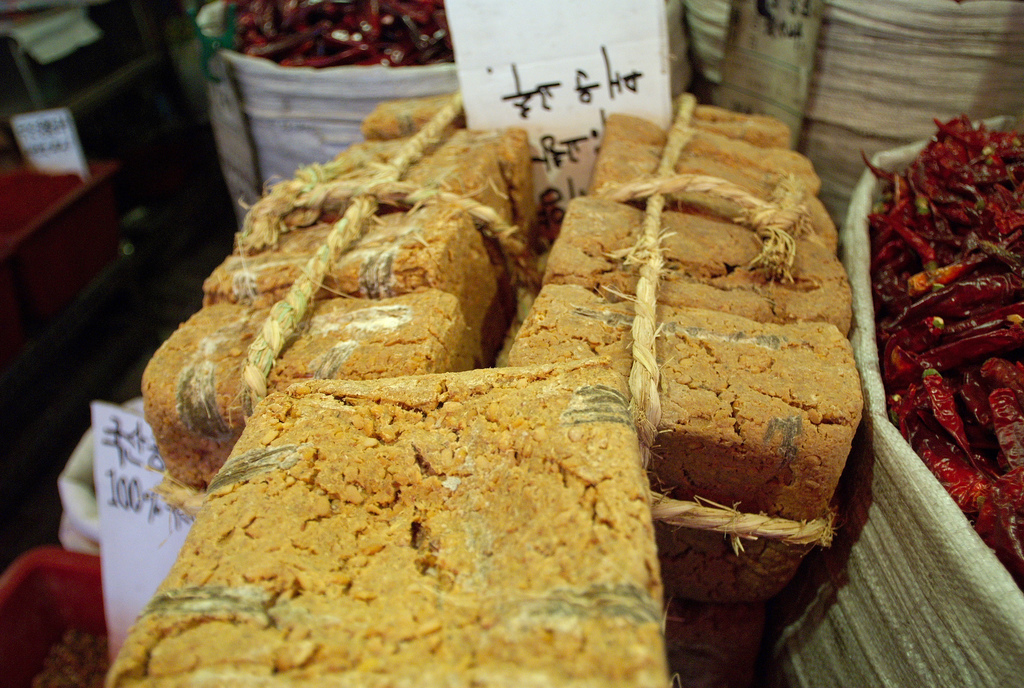
Meju, malt de soja.

Le doenjang est produit à partir de graines de soja séchées. Celles-ci sont bouillies puis broyées en morceaux grossiers. La pâte obtenue est ensuite moulée en blocs appelés meju (메주). Ces blocs sont ensuite exposés au soleil ou chauffés artificiellement. Pendant ce processus, des plants de riz séchés sont attachés à la surface des blocs ; ces plants, abondants en Corée, sont riches en bactéries du type Bacillus subtilis. Le processus de fermentation peut donc commencer. Le Bacillus subtilis se reproduit et consomme l'eau et les protéines du soja contenues dans le meju. L'odeur unique du meju est principalement due à l'ammoniac produit par la bactérie.
Un à trois mois plus tard, suivant la taille du bloc, le meju est mis dans une grande jarre opaque avec de la saumure et recommence à fermenter. Dans ce second temps, différentes bactéries transforment le meju en une substance enrichie en vitamine (de manière similaire à la fermentation du lait menant au yaourt). Après cette période, liquides et solides sont séparés. Le liquide obtenu devient de la sauce soja coréenne (joseon ganjang, 조선간장). La partie solide est le doenjang.
Très salé et assez épais, le doenjang contient souvent des graines de soja entières. Lors d'une production industrielle, il n'est pas rare que les fabricants ajoutent de la farine de blé ou encore des anchois broyés pour accentuer la saveur et l'épaisseur du doenjang.

## Utilisation

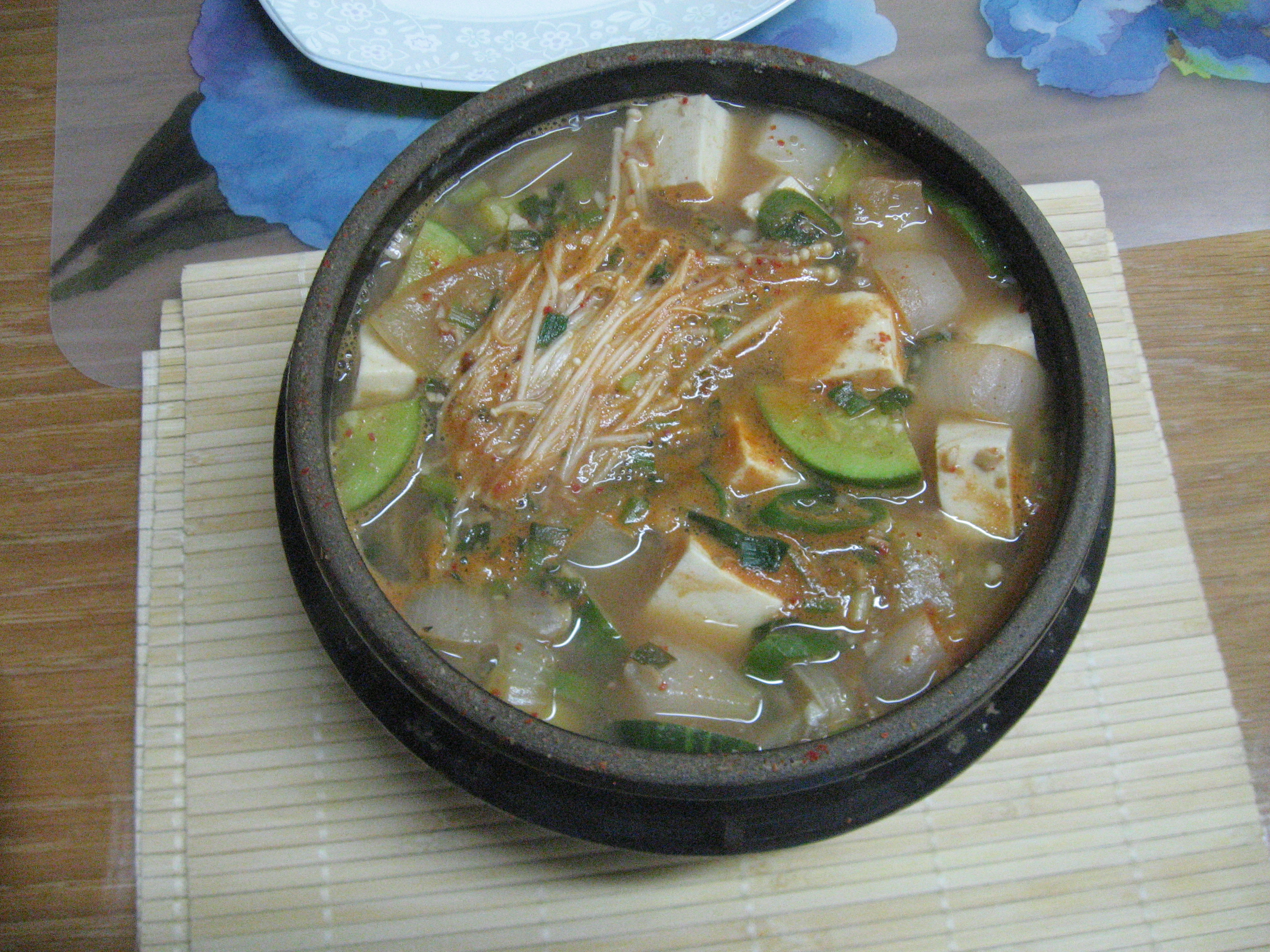
Un bol de doenjang jjigae maison.

Le doenjang peut être mangé comme condiment avec des légumes ou comme un assaisonnement. Cependant, il est plus souvent utilisé mélangé et mixé avec de l'ail, de l'huile de sésame et quelquefois du gochujang pour produire une pâte appelée ssamjang, qui est traditionnellement mangée avec ou sans riz, enveloppée dans une feuille de légume vert, comme la laitue. Il peut aussi être utilisé comme un ingrédient de bouillon.

## Santé et nutrition
Le doenjang est riche en flavonoides et de nombreuses vitamines, minéraux et phytoestrogènes, qui sont parfois soupçonnées de posséder des vertus anticancéreuses. Dans un menu traditionnel coréen, les plats sont principalement à base de légumes et de riz, mais le doenjang, est fait à partir de soja qui permet un apport important en lysine, un acide aminé manquant dans le riz. L'acide linoléique (53 % des acides gras) et  l'acide linolénique (8 % des acides gras) jouent un rôle important pour la croissance des vaisseaux sanguins et la prévention de leurs maladies.

## Ledoenjangen dehors de la Corée
Le doenjang est considéré comme un des condiments essentiels de la cuisine coréenne, mais a longtemps été méconnu à l'étranger. Le dajiang, un type de pâte de soja fermenté populaire dans le nord-est de la Chine ressemble beaucoup au doenjang coréen. La tradition culinaire incluant le dajiang dans la cuisine chinoise est supposée provenir du peuple mandchou, qui occupait à son origine les provinces chinoises du nord-est.